# Свети Никола Долни (Ротино)
„Свети Никола Долни“ или „Свети Талалей“ (на македонска литературна норма: „Свети Никола“) е възрожденска православна църква в битолското село Ротино, Северна Македония, част от Преспанско-Пелагонийската епархия на Македонската православна църква – Охридска архиепископия.
Църквата е енорийски храм, разположен в центъра на селото. Изграден е в 1870 година на основи на мястото на старо църквище. Строежът на църквата е подпомогнат от влашкия род Пиниковци, преселници от Магарево. По време на Първата световна война в района се водят тежки сражения и църквата пострадва тежко. След войната е ремонтирана и преосветена. Вътрешността на храма е изписана от иконописеца Златко Лечковски, родом от Ротино.
Храмът е малка трикорабна сграда с полукръгъл централен свод и полукръгла апсида на изток с шест фалшиви колони, оформящи слепи ниши. Иконостасът във вътрешността е от възобновяването след Първата световна война. От стария инвентар на църквата е запазена само една икона. В дворот на църквата пред входа е изградена нова камбанария.